# Luca Pacioni
Luca Pacioni, né le 13 août 1993 à Gatteo (Émilie-Romagne), est un coureur cycliste italien.

## Biographie
Luca Pacioni naît le 13 août 1993 à Gatteo en Italie.
Membre de la formation Colpack de 2012 à 2014, il entre dans l'équipe Viris Maserati-Sisal Matchpoint en 2015, où il remporte le Trophée de la ville de Castelfidardo, termine 2e du Circuito del Porto-Trofeo Arvedi et 3e de Vicence-Bionde. Ses bons résultats lui permettent d'être recruté comme stagiaire dans la WorldTeam italienne Lampre-Merida du 1er août au 31 décembre 2015. En fin de saison, il signe un contrat avec l'équipe continentale professionnelle Androni Giocattoli-Sidermec.
Il met un terme à sa carrière cycliste à l'issue de la saison 2021. 

## Palmarès sur route

### Palmarès chez les amateurs
- 2013[1]
  - 3e de la Coppa 1° Maggio
  - 3e de Parme-La Spezia
  - 3e de la Targa Libero Ferrario
  - 3e du Trophée Raffaele Marcoli
  - 3e de la Coppa d'Inverno
- 2014
  - 1re étape du Giro Ciclistico Pesca e Nettarina di Romagna Igp (it)
  - Coppa Quagliotti
  - Mémorial Gigi Pezzoni
  - Targa Libero Ferrario
  - Circuito Viguzzolese
  - 2e de la Coppa Belricetto
  - 2e du Trophée Giacomo Larghi
  - 3e de Milan-Busseto
  - 3e du Trophée de la ville de Castelfidardo
  - 3e de la Medaglia d'Oro Città di Monza
  - 3e de la Medaglia d'Oro Nino Ronco
  - 3e du Circuito Castelnovese
- 2015
  - Milan-Tortone
  - Trophée de la ville de Castelfidardo
  - 1re étape du Giro Ciclistico Pesca e Nettarina di Romagna Igp (it)
  - Pistoia-Fiorano
  - Circuito Guazzorese
  - Circuito Castelnovese
  - 2e du Circuito del Porto-Trofeo Arvedi
  - 2e du Gran Premio Sportivi San Vigilio
  - 2e du Circuito Casalnoceto
  - 2e du Circuito Alzanese
  - 3e de la Coppa Città di Melzo
  - 3e de Vicence-Bionde

### Palmarès professionnel
- 2017
  - 1re étape du Tour de Chine I
- 2018
  - 7e étape de la Tropicale Amissa Bongo
  - 5e étape du Tour de Taïwan
  - 6e étape du Tour de Langkawi
- 2020
  - 1re étape du Tour du Táchira

### Classements mondiaux
| Année                                 | 2015 | 2016  | 2017 | 2018 | 2019 | 2020 | 2021  |
| ------------------------------------- | ---- | ----- | ---- | ---- | ---- | ---- | ----- |
| Classement mondial                    |      | 2601e | 707e | 526e | nc   | 555e | 1740e |
| UCI Europe Tour                       | 420e | 1764e | 979e | 745e | nc   | 452e | 1198e |
| UCI Asia Tour                         | nc   | nc    | 97e  | 108e |      |      |       |
| UCI Africa Tour                       | nc   | nc    | nc   | 116e |      |      |       |
|                                       |      |       |      |      |      |      |       |
| Légende : nc = non classéSource : UCI |      |       |      |      |      |      |       |

## Palmarès sur piste
- 2010
  -  Champion d'Italie de l'américaine juniors (avec Maurizio Damiano)
  - 2e du championnat d'Italie de poursuite par équipes juniors
- 2011
  - 3e du championnat d'Italie de poursuite par équipes juniors
- 2013
  - 2e du championnat d'Italie de poursuite par équipes